# Simning vid världsmästerskapen i simsport 2025 – Herrarnas 400 meter frisim
Herrarnas 400 meter frisim vid världsmästerskapen i simsport 2025 avgjordes den 27 juli 2025 i World Aquatics Championships Arena i Singapore Sports Hub i Kallang i Singapore.

## Rekord
Inför tävlingens start fanns följande världs- och mästerskapsrekord:
|                   | Namn            | Nation   | Tid     | Ort                | Datum         |
| ----------------- | --------------- | -------- | ------- | ------------------ | ------------- |
| Världsrekord      | Lukas Märtens   | Tyskland | 3.39,96 | Stockholm, Sverige | 12 april 2025 |
| Mästerskapsrekord | Paul Biedermann | Tyskland | 3.40,07 | Rom, Italien       | 26 juli 2009  |

## Resultat

### Försöksheat
Försöksheaten startade klockan 10:20.
| Placering | Heat | Bana | Namn                          | Nationalitet   | Tid     | Noteringar |
| --------- | ---- | ---- | ----------------------------- | -------------- | ------- | ---------- |
| 1         | 4    | 4    | Samuel Short                  | Australien     | 3.42,07 | 0Q0        |
| 2         | 5    | 4    | Lukas Märtens                 | Tyskland       | 3.43,81 | 0Q0        |
| 3         | 4    | 5    | Kim Woo-min                   | Sydkorea       | 3.44,99 | 0Q0        |
| 4         | 3    | 7    | Petar Mitsin                  | Bulgarien      | 3.45,01 | 0Q0        |
| 5         | 5    | 1    | Zhang Zhanshuo                | Kina           | 3.45,04 | 0Q0        |
| 6         | 5    | 9    | Victor Johansson              | Sverige        | 3.45,26 | 0Q0, 0NR0  |
| 7         | 4    | 3    | Oliver Klemet                 | Tyskland       | 3.45,72 | 0Q0        |
| 8         | 5    | 2    | Marco De Tullio               | Italien        | 3.45,88 | 0Q0        |
| 9         | 3    | 8    | Ethan Ekk                     | Kanada         | 3.46,01 |            |
| 10        | 5    | 5    | Elijah Winnington             | Australien     | 3.46,37 |            |
| 11        | 5    | 6    | Rex Maurer                    | USA            | 3.46,38 |            |
| 12        | 4    | 7    | Lucas Henveaux                | Belgien        | 3.46,68 |            |
| 13        | 5    | 0    | Zalán Sárkány                 | Ungern         | 3.46,82 |            |
| 14        | 3    | 6    | Jack McMillan                 | Storbritannien | 3.47,28 |            |
| 15        | 3    | 0    | Krzysztof Chmielewski         | Polen          | 3.47,55 |            |
| 16        | 5    | 8    | Daniel Wiffen                 | Irland         | 3.47,57 |            |
| 17        | 4    | 0    | Dimitrios Markos              | Grekland       | 3.47,59 |            |
| 18        | 4    | 8    | Stephan Steverink             | Brasilien      | 3.47,93 |            |
| 19        | 3    | 4    | Kazushi Imafuku               | Japan          | 3.48,69 |            |
| 20        | 3    | 3    | Ilia Sibirtsev                | Uzbekistan     | 3.48,75 |            |
| 21        | 4    | 2    | Kristóf Rasovszky             | Ungern         | 3.48,84 |            |
| 22        | 5    | 3    | Guilherme Costa               | Brasilien      | 3.48,94 |            |
| 23        | 4    | 1    | David Aubry                   | Frankrike      | 3.49,13 |            |
| 24        | 4    | 9    | Antonio Djakovic              | Schweiz        | 3.49,14 |            |
| 25        | 4    | 6    | Fei Liwei                     | Kina           | 3.49,68 |            |
| 26        | 3    | 2    | Sašo Boškan                   | Slovenien      | 3.49,86 |            |
| 27        | 3    | 9    | Yoav Romano                   | Israel         | 3.51,01 |            |
| 28        | 3    | 5    | Khiew Hoe Yean                | Malaysia       | 3.51,11 |            |
| 29        | 3    | 1    | Juan Morales                  | Colombia       | 3.51,24 |            |
| 30        | 2    | 5    | Kristupas Trepočka            | Litauen        | 3.51,34 |            |
| 31        | 2    | 3    | Milan Vojtko                  | Slovakien      | 3.51,97 |            |
| 32        | 2    | 7    | Glen Lim                      | Singapore      | 3.54,97 |            |
| 33        | 2    | 4    | Marin Mogić                   | Kroatien       | 3.56,15 |            |
| 34        | 2    | 1    | Gian Santos                   | Filippinerna   | 3.57,86 |            |
| 35        | 2    | 0    | Kevin Teixeira                | Andorra        | 3.59,00 |            |
| 36        | 5    | 7    | Luka Mijatovic                | USA            | 3.59,68 |            |
| 37        | 2    | 6    | Aryan Nehra                   | Indien         | 4.00,39 |            |
| 38        | 2    | 8    | Suleyman Ismayilzada          | Azerbajdzjan   | 4.01,33 |            |
| 39        | 2    | 2    | Matthew Caldwell              | Sydafrika      | 4.01,45 |            |
| 40        | 2    | 9    | Alberto Vega                  | Costa Rica     | 4.06,17 |            |
| 41        | 1    | 4    | Xavier Ventura                | El Salvador    | 4.07,60 |            |
| 42        | 1    | 5    | Vladimir Hernández Mojarrieta | Kuba           | 4.11,70 |            |
| 43        | 1    | 3    | Binura Thalagala              | Thailand       | 4.16,80 |            |

### Final
Finalen startade klockan 19:02.
| Placering | Bana | Namn             | Nationalitet | Tid     | Noteringar |
| --------- | ---- | ---------------- | ------------ | ------- | ---------- |
| 1         | 5    | Lukas Märtens    | Tyskland     | 3.42,35 |            |
| 2         | 4    | Samuel Short     | Australien   | 3.42,37 |            |
| 3         | 3    | Kim Woo-min      | Sydkorea     | 3.42,60 |            |
| 4         | 7    | Victor Johansson | Sverige      | 3.44,68 | 0NR0       |
| 5         | 2    | Zhang Zhanshuo   | Kina         | 3.44,82 |            |
| 6         | 8    | Marco De Tullio  | Italien      | 3.44,92 |            |
| 7         | 6    | Petar Mitsin     | Bulgarien    | 3.45,28 |            |
| 8         | 1    | Oliver Klemet    | Tyskland     | 3.46,86 |            |